# برج‌های سنترال پارک
برج‌های سنترال پارک (انگلیسی: Central Park Towers) مجموعه ۲ ساختمان اداری ۴۵ طبقه و مسکونی ۴۷ طبقه، مستقر در شهر دبی، امارات متحده عربی است، که پروژه ساخت آن در سال ۲۰۰۸ آغاز شد و در سال ۲۰۱۴ به بهره‌برداری رسید.